# Либице-над-Цидлиноу
Ли́бице-над-Ци́длиноу (чеш. Libice nad Cidlinou) — один из старейших чешских городов, ныне населённый пункт у впадения реки Цидлины в реку Лабу. Относится к Среднечешскому краю. Находится на высоте 190 м над уровнем моря. Площадь города составляет 9,95 км². Численность населения — 1258 чел.

## История
Либице возник как центр княжества зличан (Славниковичей) в IX в. Материалы археологических раскопок (начаты в XIX в.) свидетельствуют о высоком развитии материальной культуры зличан в IX—X вв. Либице был укреплённым княжеским замком; в нём сохранились остатки укреплений, каменной церкви и пр. В 995 году Либице был взят пражским князем Болеславом II Пржемысловичем при помощи рода Вршовцев и вошёл в состав единого чешского государства.

## Достопримечательности
- памятник св. Войтеху и его брату Радиму;
- костёл св. Войтеха;
- Евангелическая церковь.

## Население
| 1869  | 1880  | 1890  | 1900  | 1910  | 1921  | 1930  | 1950  | 1961  |
| ----- | ----- | ----- | ----- | ----- | ----- | ----- | ----- | ----- |
| 657   | ↗824  | ↗842  | ↗953  | ↗1081 | ↗1136 | ↗1239 | ↘1237 | ↗1500 |
| 1970  | 1980  | 1991  | 2001  | 2011  | 2014  | 2016  | 2017  | 2018  |
| ↘1419 | ↘1390 | ↘1313 | ↘1294 | ↗1310 | ↘1306 | ↘1277 | ↘1273 | ↘1255 |
| 2019  | 2020  | 2021  | 2021  | 2022  | 2023  | 2024  |       |       |
| ↗1292 | ↘1274 | ↘1268 | ↘1190 | ↗1231 | ↗1249 | ↗1258 |       |       |